# 迪库鲁威铁苋菜
迪库鲁威铁苋菜（学名：Acalypha dikuluwensis）是刚果民主共和国加丹加省特有及灭绝的一种铁苋菜属植物，它们因采矿活动导致的栖息地破坏而灭绝。

## 分布及栖息地
迪库鲁威铁苋菜是非洲刚果民主共和国的特有种，其仅分布在加丹加省的迪库鲁威。
迪库鲁威铁苋菜是一种完全的耐重金属植物，生长在富含铜的土壤中，这种土壤源于加丹加超群上方的寒武纪罗恩群岩。它们的自然栖息地位于稀树草原中露出地表的铜矿处，这种自然地富含铜矿的栖息地是罕见的。

## 绝灭
迪库鲁威铁苋菜的栖息地位于稀树草原中露出地表的铜矿处，它们的栖息地被人类的地表采矿活动所破坏。尽管对所有的铜带地区进行了多次实地考察，但自1959年后未发现任何个体，它们被认为已经灭绝。